# Cithaerias pireta
Cithaerias pireta (gênero Cithaerias) é uma borboleta neotropical da família Nymphalidae e subfamília Satyrinae, encontrada no México, América Central, Colômbia, Equador, Peru, Bolívia e Brasil amazônico, em habitat de floresta tropical e altitudes entre o nível do mar e 2.000 metros. São borboletas com asas arredondadas e extremamente translúcidas, com pequenos ocelos em cada asa posterior e mancha de cor rosa a avermelhada. Apresentam dimorfismo sexual.

## Hábitos
São borboletas solitárias, ou em duplas, que vivem nos recessos úmidos e sombrios das florestas, de voo quase sempre crepuscular e de baixa altura. Após o pouso, ela se inclina ligeiramente para a frente para que o "olho falso" na face inferior das asas posteriores seja levantado. Este ocelo, juntamente com a área rosa brilhante, e a forma oval das asas posteriores, pode funcionar para simular a cabeça de uma serpente pequena, impedindo a qualquer pássaro, réptil ou anfíbio o ataque. Se alimentam de frutos fermentados, caídos no solo.

## Subespécies
Cithaerias pireta possui seis subespécies:
- Cithaerias pireta pireta - Descrita por Stoll em 1780, de exemplar provavelmente proveniente do Panamá (citado como "Jamaica" na descrição).[3]
- Cithaerias pireta aurorina - Descrita por Weymer em 1910, de exemplar proveniente do Brasil (Amazônia).
- Cithaerias pireta aura - Descrita por Langer em 1943, de exemplar proveniente do Brasil (Amazonas).
- Cithaerias pireta aurora - Descrita por C. & R. Felder em 1862, de exemplar proveniente do Peru.
- Cithaerias pireta magdalenensis - Descrita por Constantino em 1995, de exemplar proveniente da Colômbia.
- Cithaerias pireta tambopata - Descrita por Lamas em 1998, de exemplar proveniente do Peru.

## Iconografia

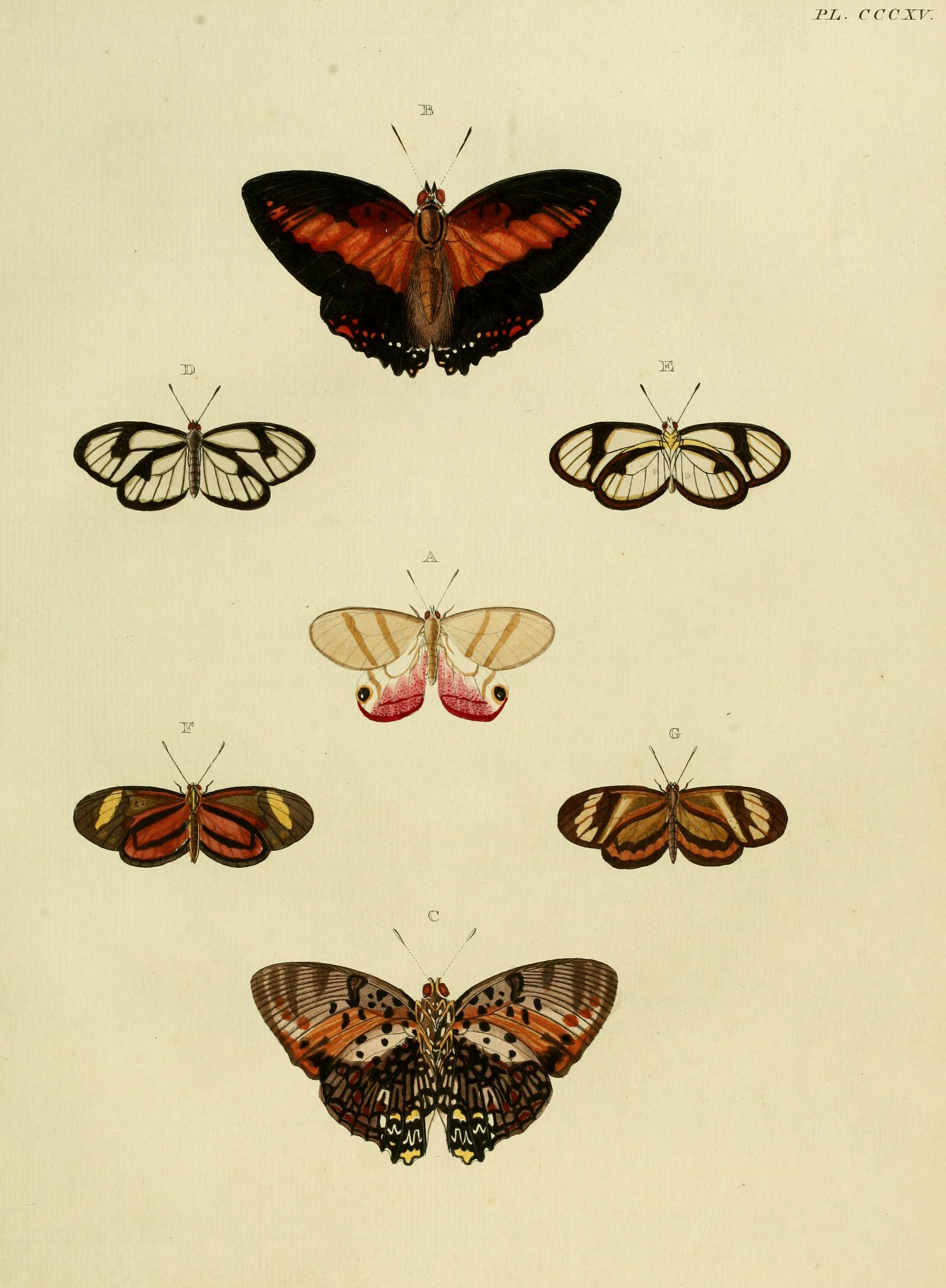
C. pireta é a ilustração central nesta gravura de 1779.
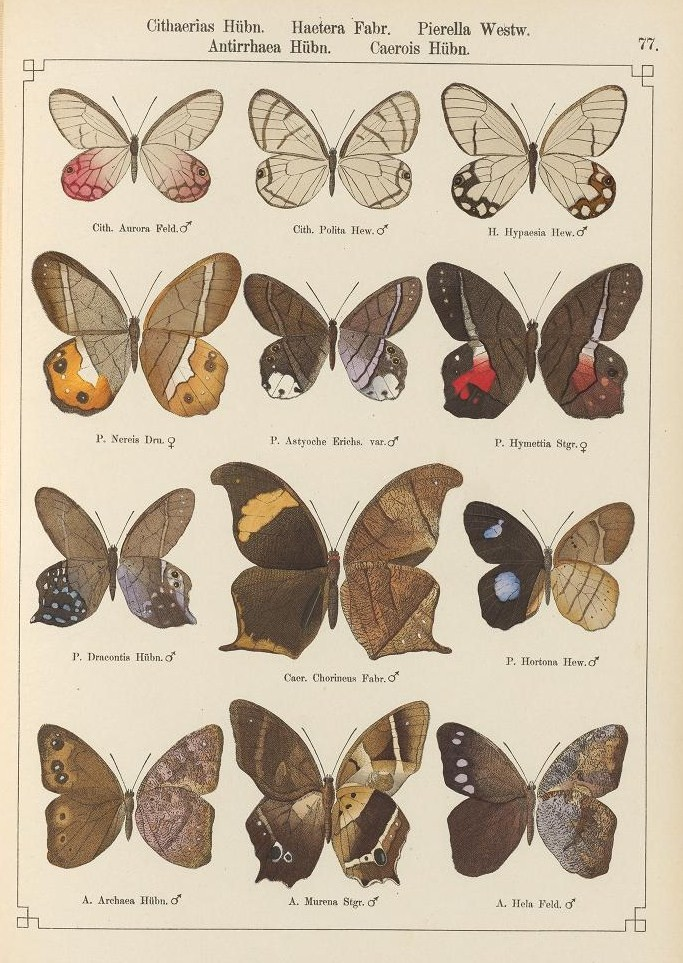
C. pireta é a primeira ilustração, em ordem de leitura, nesta gravura de 1888.